# 鳥松庄

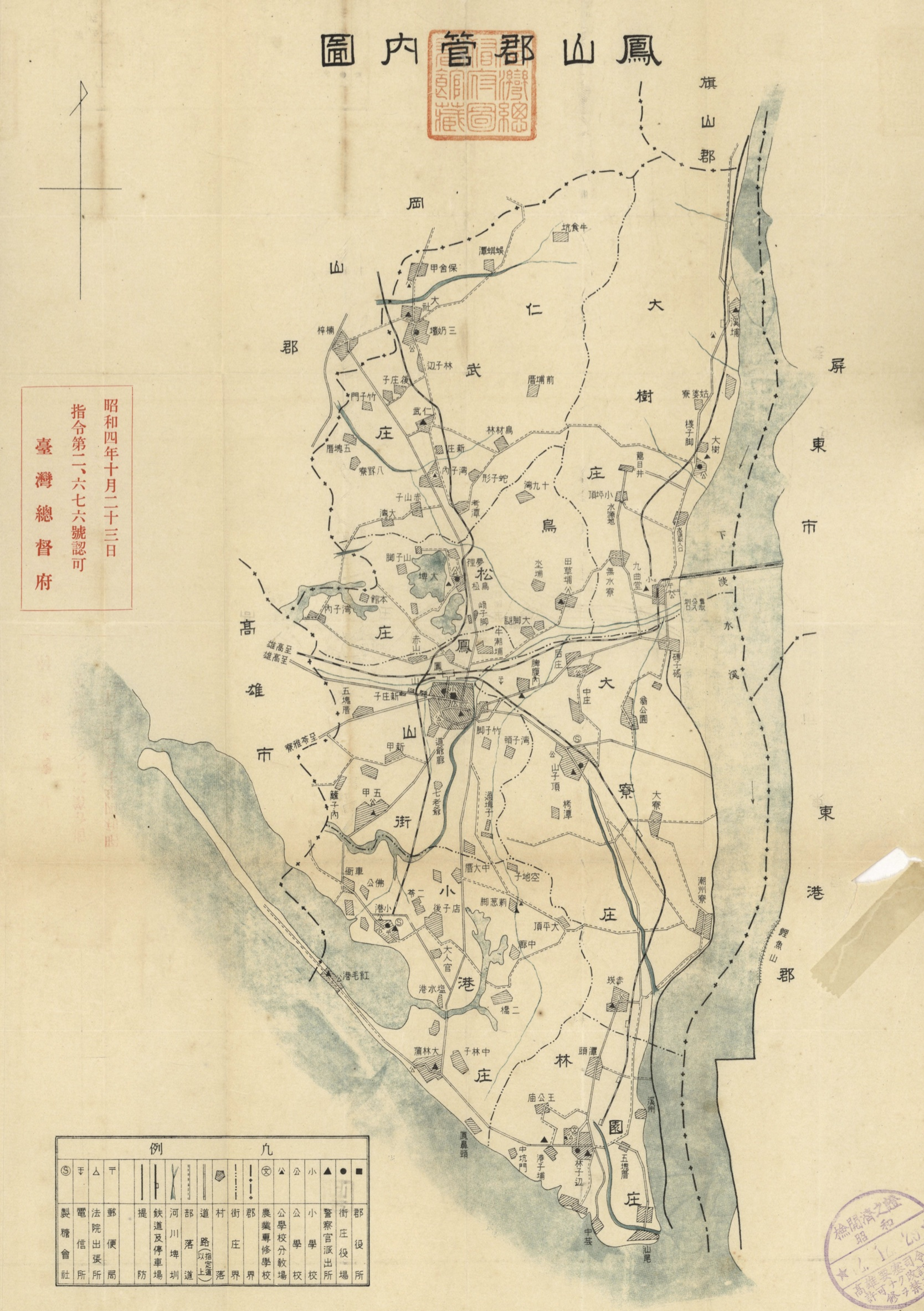
鳳山郡管內圖

鳥松庄為臺灣日治時期1920年至1945年間存在之行政區，轄屬高雄州鳳山郡。今高雄市鳥松區。鳥松庄是當時鳳山郡下面積最小的庄，1934年時約有人口6,311人。

## 行政區劃
鳥松地區在清代屬赤山里，在1897年5月隸屬於鳳山縣鳳山辨務署。1898年2月5日，鳳山縣公告劃設區，赤山里分為「赤山區、牛潮埔區、夢裡區」。1898年6月28日，鳳山縣被併入臺南縣。1900年11月15日，牛潮埔區、夢裡區併入赤山區。1901年11月11日，臺灣的行政區劃改為二十廳，小竹下里隸屬於鳳山廳。1904年4月15日，鳳山廳實施街庄整併。此時的劃分如下：
- 赤山區
  - 赤山里：灣仔內庄、本館庄、山仔脚庄、鳥松脚庄、夢裡庄、崎仔脚庄、十九灣庄、田草埔庄、大脚腿庄、坔埔庄[6]

1909年10月25日，臺灣的行政區劃改為十二廳，鳳山廳因此廢止，被併入臺南廳，隸屬臺南廳「鳳山支廳」。1920年10月1日，原堡里鄉澚之行政區廢除，街庄社改為大字，「鳥松脚」改稱「鳥松」，上述街庄合併為高雄州鳳山郡鳥松庄，轄域內分為轄域內分為鳥松、灣子內、本館、山子脚、夢裡、崎子脚、十九灣、田草埔、大脚腿、坔埔等10個大字。灣子內大字下有「灣子內」、「寶珠溝」小字名。
1940年10月1日，灣子內、本館兩大字併入高雄市。
| 1900年 | 1900年 | 1900年                       | 1920年 | 1920年 | 現在   |
| 堡里   | 區     | 街庄社                       | 街庄   | 大字   | 鄉鎮   |
| ------ | ------ | ---------------------------- | ------ | ------ | ------ |
| 赤山里 | 赤山區 | 灣仔內庄                     | 鳥松庄 | 灣子內 | 三民區 |
| 赤山里 | 赤山區 | 本館庄                       | 鳥松庄 | 本館   | 三民區 |
| 赤山里 | 赤山區 | 鳥松腳庄、大埤庄             | 鳥松庄 | 鳥松   | 鳥松區 |
| 赤山里 | 赤山區 | 山仔腳庄、林內庄             | 鳥松庄 | 山子脚 | 鳥松區 |
| 赤山里 | 赤山區 | 夢裡庄、新埤內庄             | 鳥松庄 | 夢裡   | 鳥松區 |
| 赤山里 | 赤山區 | 崎仔腳庄、埔占園庄           | 鳥松庄 | 崎子脚 | 鳥松區 |
| 赤山里 | 赤山區 | 十九灣庄                     | 鳥松庄 | 十九灣 | 鳥松區 |
| 赤山里 | 赤山區 | 田草埔庄                     | 鳥松庄 | 田草埔 | 鳥松區 |
| 赤山里 | 赤山區 | 大腳腿庄、國公厝庄、米香店庄 | 鳥松庄 | 大脚腿 | 鳥松區 |
| 赤山里 | 赤山區 | 坔埔庄                       | 鳥松庄 | 坔埔   | 鳥松區 |

## 區、庄長
- 赤山區長
  - 鄭元：1910~1912年
  - 黃保生：1913~1919年
  - 趙從貞：1920年
- 鳥松庄長
  - 趙從貞：1920~1935年
  - 黃安心：1936~1937年
  - 平間重兵衛：1938年（原任鳳山街長，後任大寮庄長、潮州街長）
  - 赤嶺直：1939~1945年（原任大寮庄長）[8]

## 設施
- 鳥松庄役場鳥松庄役場
- 鳥松公學校→鳥松國民學校（今鳥松國小）

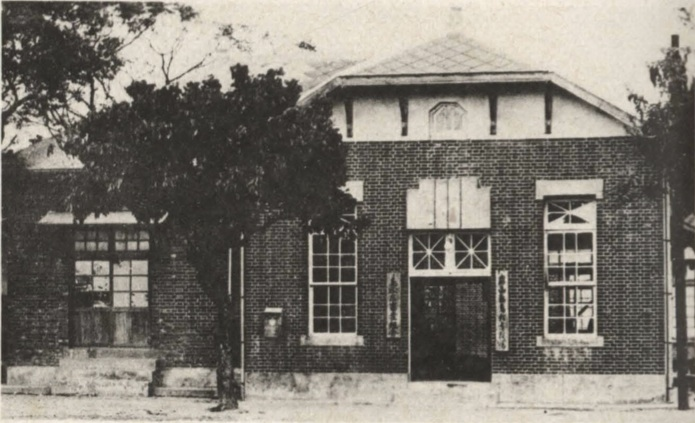
鳥松庄役場

- 田草埔公學校→田草埔國民學校（今仁美國小）
- 台灣總督府農業試驗所鳳山熱帶園藝試驗支所
- 高雄競馬場
- 大埤（今澄清湖）